# Семион (село)
Семион — село в Кораблинском районе Рязанской области.

## География
Близ села протекает река Проня.

## История
На территории села находился Симеоновский монастырь. Точное время основания не известно, но в 1624 году царь Михаил Фёдорович дал ему грамоту на вотчины. В 1682 году Симеоновский монастырь по указу царя Федора Алексеевича был приписан к Воскресенскому (Ново-Иерусалимскому) монастырю. 
При Петре I монастырь прекратил существование. Семионовцы из монастырских крестьян перешли в государственные. 
По упразднении Симеоновского монастыря, находившаяся в нём церковь обращена в приходскую. В 1874 году началось строительство каменной церкви, в 1877 году освящен был придел в честь св. Симеона Столпника. Позднее был освящён придел в честь Боголюбской иконы Пресвятой Богородицы. После революции 1917 года была разграблена и использовалась в разное время как склад и сельский дом культуры. В начале 2000-х годов была восстановлена добровольцами, имеет постоянный приход.
В 1944—1956 годах село было центром Семионовского района.

## Население
Основное население села малочисленно, коренные жители — старше 50 лет. В летнее время село оживает за счёт городских жителей, приезжающих на отдых.

## Известные уроженцы
- Иван Петрович Гусев (1920-1945) — танкист, Герой советского Союза.
- Михаил Брылкин (1918—2000) — русский советский актёр, заслуженный артист РСФСР.
- Антонина Зубкова (1920-1950) — советский штурман пикирующего бомбардировщика, гвардии капитан, Герой Советского Союза.
- Кострыкин Алексей Павлович - 1895 г.р. - командир 4 Гвардейской Воздушно Десантной Дивизии, начальник отдела боевой подготовки 2 Украинского фронта, гвардии полковник.

## Достопримечательности
В селе находится действующая Церковь Симеона Столпника (1877).